# Dalos László
Dalos László (Pestszenterzsébet, 1924. november 19. – Budapest, 2011. október 10.) Táncsics Mihály-díjas és Aranytoll díjas magyar újságíró, író, Nádasdy Kálmán-díjas opera műfordító, zenei szövegíró.

## Életpályája
Pestszenterzsébeten született, 1924. november 19-én. 13 évesen elhatározta, hogy színházi riporter lesz. Érettségiző pesterzsébeti diákként 1943-ban megnyerte az országos középiskolai tanulmányi versenyt magyar nyelv és irodalomból.
Magyar-olasz szakon szerzett diplomát a budapesti Pázmány Péter Tudományegyetem bölcsészkarán. 1946 és 1955 között a Magyar Rádió irodalmi osztályán dolgozott. 1957-től 33 és fél évig, indulásától a megszűnéséig 1990. októberéig  a Film Színház Muzsika című hetilap munkatársa volt. Fordított operákat és a szövegírója Lajtha László A kék kalap című vígoperájának. Több operett versbetétjeinek is szerzője.
A legváltozatosabb műfajokban több ezer újságcikk, 29 színpadi és rádiós játékban több száz dalszöveg (Farkas Ferenc, Kemény Egon, Tamássy Zdenko, Behár György stb. zeneszerzők műveire), hét önálló könyv és hét fordításkötet fűződik a nevéhez. Olasz, német, francia, orosz, angol, latin, lengyel és horvát szerzők műveit ültette magyarra. Társszerzője Simándy József: Bánk bán elmondja (1983) című könyvének.
Eisemann Mihály zenéjére ő írta a Bástyasétány 77 című operett verseit. Ebben csendül fel egyik legismertebb alkotása, A vén budai hársfák, amelyből örökzöld sláger lett.

## Fontosabb operett versbetétjei
- Eisemann Mihály–Baróti Géza–Dalos László: Bástyasétány 77
- Eisemann Mihály–Baróti Géza–Dalos László: Füredi Annabál;
- Jacques Offenbach: A gerolsteini nagyhercegnő

## Opera fordításai
- Giuseppe Verdi: A szicíliai vecsernye;
- Verdi: Ernani
- Verdi: Szent Johanna (librettó)

## Könyvei
- Dalos László: Pausztovszkij világa (Európa Könyvkiadó, 1979)
- Dalos László: Nemecsek a Lánchídon (Holnap Kiadó, 2004)
- Dalos László: Az én Erzsébetem (Pesterzsébeti Múzeumi Füzetek 2004)
- Dalos László: Sóspereccel kezdődött (Arión Kiadó, 2006)
- Dalos László: A vén budai hársfák (Nap Kiadó, 2008)
- Dalos László: Patikai csöndet kérek (Holnap Kiadó, 2008
- Dalos László: Apropó, Pesterzsébet! (d@d Kft., 2016)

## Díjai, elismerései
- Krúdy Gyula-emlékérem (1994)
- Harsányi Zsolt-emlékdíj (2000)
- Aranytoll díj (2000)
- Táncsics Mihály-díj (2006)
- Nádasdy Kálmán-díj (2007)